# Centrantyx milishai
Centrantyx milishai är en skalbaggsart som beskrevs av Di Gennaro och Legrand 2005. Centrantyx milishai ingår i släktet Centrantyx och familjen Cetoniidae. Inga underarter finns listade.